# Portretul profesorului Benjamin H. Rand
Portretul profesorului Benjamin H. Rand este o pictură în ulei pe pânză din 1874 a pictorului american Thomas Eakins. Aceasta îl înfățișează pe Benjamin H. Rand, un medic de la Jefferson Medical College care i-a predat anatomia lui Eakins. În pictură, Rand citește o carte în timp ce mângâie o pisică.
Portretul a fost primul realizat de Eakins cuiva din afara familiei sale. Este un preludiu la ceea ce el considera cel mai important tablou al său, Clinica lui Gross (1875). Rand a donat pictura către Jefferson Medical College când s-a pensionat.
Pictura a fost achiziționată de Alice L. Walton pentru o valoare estimată de 20 milioane de dolari în aprilie 2007, pentru a fi găzduit de Crystal Bridges Museum of American Art.